# 황금 무지개
《황금 무지개》는 2013년 11월 2일부터 2014년 3월 30일까지 방영된 MBC 주말 특별 기획 드라마이다.

## 등장인물
(†) 표시는 드라마 상으로 사망한 인물입니다.
(‡) 표시는 드라마 상에서 하차하거나 출연하지 못한 인물이다.

### 주요 인물
- 유이 : 김백원 / 장하빈 역[1] (아역 이채미,김유정)

본 작품의 메인 여주인공.
죽은 강정심 회장의 친손녀이자 죽은 장덕수와 윤영혜의 친딸. 훗날 황금수산 대표. 도영과는 중학교 동창이며 또 도영은 학창시절 김백원(본명:장하빈)의 유일한 친구이다. 강정심 회장의 시선을 돌리기 위한 진기의 사주를 조강두에게서 받은 김천원(강경미)의 친부인 강동팔에게서 유괴된다. 원래의 계획은 일주일만 있다가 강 회장의 집으로 돌아 갈 예정이었으나 어린 마음에 무서워서 유괴되었던 창고에서 탈출하였다. 우여곡절 끝에 만원과 함께 한주에게 입양 되었고, 백원의 유년시절은 그야말로 가난과의 연속적인 전쟁이었다. 말 그대로 찢어지게 가난했던 양부 한주의 밑에서 갖은 고생은 다 하고 컸다. 그 어린 나이 때부터 집안살림을 도맡아 했다. 이보다도 더 가난할 수는 없었으며 그렇게 가난한 형편을 견뎌내는 것도 혼자만의 부담이었다. 택도 없는 생활비로 6명인 식구들의 생활을 책임지는 것도 힘든데... 또 한주가 천원(강경미)을 맞아들임으로 인하여 더 가난해진다... 그러다 진기와 영혜로 인해서 밀수에 가담했던 한주의 실수로 일원은 밀수품 창고에서 질식... 이후 병원으로 이송되었지만 사망하게 되었고 막내 영원은 오빠 만원의 실수로 인해 헤어지게 되었으며 자신의 이기심을 채우기 위해 천원은 백원과의 믿음을 배신한 채 영혜에게로 재입양 된다. 이로 인해 한주가 징역 15년형을 선고받으며 또 다른 고생의 막이 시작되었다. 너무나도 가난한 형편은 기본에 이젠 만원과 둘이서 어린 동생들을 돌보는 가장이 된 것이다. 한주의 누명을 벗기기 위함과 진기와 영혜를 벌하기 위해, 그리고 잃어버린 영원을 위해 정말로 찢어지게 가난했지만 이를 악물고 공부하여 경찰이 된다. 그런데 백원의 눈에 거슬리는 한 사람이 있다. 백원이 애써 잡은 범인을 자꾸 풀어주고 백원이 잡으면 또 풀어주고... 바로 백원의 중학교 동창 도영이다. 그렇게 이들 둘은 티격태격 하다 연인관계로 발전하게 되지만 진기의 모든 실체를 알게 됨으로 인해 헤어지게 되고 친모가 영혜라는 사실을 알게 되었다.
- 정일우 : 서도영 역[2] (2회 ~ 41회) (아역 오재무)

본 작품의 메인 남주인공.
진기의 친아들. 현재는 백원(본명:장하빈)의 연인이다.(중학교 때부터 좋아했다.) 겉으로는 2% 부족해보이지만 속은 상처투성이인 아이이다. 이 모든(백원의 생부 장덕수 살해, 유년시절 백원 유괴, 백원의 양부 김한주 살해, 수하 조강두 살해)일이 서진기에 의해 벌어진 일이라는 것을 알게 되고 아버지 서진기로 인해 백원이 망가지는 것을 보고 백원과 결별한다. 본직이었던 검사를 내려두고 훗날 황금수산의 마케팅 실장으로 들어가 백원을 무너뜨리려는 진기의 밑에서 백원을 은밀하게 도와주며 아버지 서진기를 무너뜨리는 것에 일가견을 하게 된다.
- 이재윤 : 김만원 역[3] (아역 서영주, 전준혁)

본 작품의 서브 남주인공.
죽은 한주가 입양한 장남. 백원을 발견한 장본인. 백원은 기억을 잃어 만원을 친오빠로 알고있다가 그녀가 중학생 때 친동생이 아니라는 사실을 고백한다. 할머니가 운명하시고 고아원에 가게되기 전에 한주에게 제일 먼저 입양되어 김씨 집안에 백원과 함께 제일 먼저 들어온다. 만원 역시 한주의 밑에서 생활하며 고생 고생하며 자랐다. 너무나도 찢어지게 가난함 때문에 많은 고생하는 백원이 힘들어하는 모습을 보면 늘 마음이 아프다. 양부 한주 역시 정말 늘 열씸히 일하지만 이 찢어지게 가난함에서 벗어나지 못하는 모습을 보며 만원은 생각했다, 절대 아버지처럼은 살지 않으리라고. 그러나 그 생각은 한주가 밀수사건에 가담되어 15년형을 선고받아 복역하게 되면서 만원의 계획은 모조리 깨져버리고 만다. 조강두 부하를 도망치는 과정에 막내 일원과 헤어지게 되었으며 이 과정에서 백원과는 건널 수 없는 강을 건너 남매 사이가 아주 악화된다. 하지만 그래도 백원과 십원, 열원을 가장으로서 먹여살리기 위하여 결국 어두운 세계에 몸을 담그게 된다.
- 차예련 : 김천원 / 윤하빈(강경미) 역[4] (2회 ~ 41회) (아역 송유정)

본 작품의 서브 여주인공이자 악역이 된 선역이며 前 서브 악녀.
죽은 한주가 입양한 장녀. 장하빈(김백원)을 유괴했던 죽은 강동팔의 딸 강경미였으나 아버지의 폭행으로부터 탈출하여 한주에게 입양된 후 천원으로 개명했다.
백원이 요청한 대주주총회때 미림, 오광혁 사장과 함께 백원의 편을 들어 진기를 무너뜨리려는 그녀의 뜻에 같이 도와주고 후일 김백원애 의해 황금그룹 사장으로 복귀한다. 지금은 백원(본명:장하빈)이의 친구이자 동료이다.

### 무지개 횟집
- 김상중 : 김한주 역[5](† 1회 ~ 27회)

백원과 만원 7남매의 양부. 영혜를 여동생처럼 생각하고 좋아하고 있으며 겉으로 드러내지 않는다. 진기와 영혜... 이 두 사람을 위해서 전과 4범이라는 별을 늘 달고 산다. 그 두 사람을 위해서는 못하는 일이 없다. 만원과 백원을 시작으로 아이들을 입양하기 시작하였으며 어느 덧 현재는 6남매의 아빠가 되었다. 직업은 어부였지만 벌이가 늘 어려워 형편은 늘 너무나도 가난했다. 고기를 잡으러 가면 기름 값도 채 나오지 못하게 잡았고 이런 너무나도 말도 안 되도록 가난한 집안살림을 백원에게 맡겨야만 했다. 이런 상황에 천원을 맞아들임으로 인해 살림은 더욱 가난해졌다. 이보다도 더 가난할 수가 있을까 할 정도로 찢어지게 가난했다. 그렇지만 7남매를 친부보다 더한 사랑으로 길렀다. 그러나 진기와 영혜가 가담한 밀수사건에 연루되면서 징역 15년형을 선고받고 복역하였으나 모범수로 감형되면서 14년만에 출소(이때문에 백원과 만원은 더욱 어렵게 고생)하게 된다. 이후 백원과 만원이 친남매가 아니라는 것을 전혀 몰랐다가 만원에게서 듣게 되는데... 혹시나 하는 맘으로 의뢰한 영혜와 백원의 유전자 검사로 백원이 영혜의 친딸 장하빈이라는 사실을 알게 된다. 하지만 이 사실을 안 서진기의 계략으로 인해 교통사고를 가장한 살해를 당하게 된다.
- 도지원 : 윤영혜 역[6]

황금수산의 며느리이자 월드와일드론 대표. 죽은 장덕수의 아내이자 김백원(본명 : 장하빈)의 생모로 고아원 출신이다. 한주를 오빠로 생각하고 있고 마음속으로도 좋아하고 있다. 가난 때문에 장덕수와 결혼해서 살다가 장덕수가 사망하자 강정심에 의해 쫓겨나고 딸 장하빈 마저 뺏긴다. 장하빈이 유괴되었다는 소식을 듣고 좌절하고 장하빈이 바다에 빠져서 사망했다는 소식을 듣자 강점심 회장에 대한 복수를 시작한다. 백원(하빈)이 친딸인지도 모르고 도와주고 아낀다. 한주를 좋아해 월드 와이드론을 화란에게 돌려주고 무지개 횟집으로 들어와 일한다. 사랑했던 한주가 사망하자 온 세상을 다 잃은 느낌이었다. 그래도 백원과 만원의 4남매가 있었기에 견뎠다. 그랬던 백원이 자신의 딸인 것을 한주가 했던 자신과 백원의 유전자 검사서를 통해 알게되고 시어머니인 강정심과도 화해, 이 모든 사실이 서진기의 계획인것을 알고 서진기와 대립한다.
- 최수임 : 김십원 역 (아역 안서현)[7]

죽은 한주가 입양한 네 번째 아이이며, 열원의 쌍둥이 누나이다. 영화배우가 꿈이지만 가는 오디션마다 떨어진다. 십원이 아닌 가인으로 불리고 싶어한다.
- 이지훈 : 김열원 역 (아역 정윤석)

죽은 한주가 입양한 차남이자 다섯번째 아이이며, 십원의 쌍둥이 동생이고, 재수생이다. 백원이 들어올 때는 공부하는 척 하다가 백원이 집에 없으면 컴퓨터를 한다.
- 김태준 : 김일원 역(†)

죽은 한주가 입양한 여섯번째 아이. 십원이 영혜의 립스틱을 사용하다가 립스틱이 박살나자 립스틱을 주기 위해 창고에 들어갔다가 한주가 밀수 증거를 없애기 위해서 불을 지르는 바람에 일산화탄소에 중독되어 사망한다.
- 박선호 : 김영원/포에버 미친스키 역(아역:최로운)

죽은 한주가 입양한 마지막 아이. 만원, 백원과 도망치다가 일원의 유골을 두고 와서 다시 가지러 가서 가지고 오다가 기차가 출발하여 만원과 백원과 헤어지고 해외로 입양됐다가 한국에서 백원과 재회하고 백원을 도와준다.

### 황금 그룹
- 조민기 : 서진기 역[8]

본작의 메인 빌런이자 최종 보스. 황금수산 부회장. 죽은 강정심 사위. 장하빈이 실종되도록 한 장본인. 도영의 부친으로 욕망이 크고 자신의 욕망을 위해서라면 자신을 위해서 희생된 김한주든지 뭐든지 물불을 안 가린다. 황금수산 경영을 살리겠다는 핑계로 금괴밀수를 저질러놓고, 이를 한주한테 다 뒤집어 써서 그가 감옥가게 만든데 이어, 한주를 그가 운전한 차량에 브레이크 절단시켜서 사망케했다. 그리고 자신의 수하인 조강두 마저 독극물로 살해해서 조강두가 자살한 것처럼 위장했고, 자신의 장모인 강정심이 치매인척 한 것을 틈타서 무허가 요양원에 보내 불법약물을 투여해서 정신잃게 만들었고, 황해안 갯벌에 종합물류센터와 관광단지를 조성하겠다는 핑계로 그것도 강정심 소유의 갯벌을 빼앗은 뒤 거기에 강력 제초제를 뿌려서 종패를 폐사시켰다. 끝내 백원과 정심의 연극으로 알거지가 되고 아내인 미림과 이혼, 황금그룹에서 해임된다. 그 후 황금수산 사장인 오광혁 마저 살해했고, 감옥에 복역하는 도중 죄책감으로 인해 훗날 공황장애를 앓다가 정신병원에 입원하였다.
- 박원숙 : 강정심 역(† ~ 40회)

황금수산 회장. 서진기와 대립한다. 태영이 회사를 물려 받으면 좋겠지만, 회사를 물려 받기는커녕 무능력이 걱정된다. 영혜로 인해 손녀인 백원과 재회하나 치매를 앓고있다. 그러나 백원과 있을 때는 정상적이며 백원이 아닌 다른 가족들에게는 치매 연기한다. 1조원을 계획하고 진기를 알거지로 만들려고 백원과 짜고 연기한다. 진기는 1조원을 빌미로 자신의 모든 재산을 팔아 넘겼으며 1조원을 얻기위해 진기와 싸움하다 진기의 손바닥에 머리를 부딪혀 사망한다.
- 미상 : 장덕수 역(‡)

죽은 강정심의 장남. 윤영혜의 남편. 김백원의 생부. 1984년 윤영혜와 결혼했지만 사망한다.
- 지수원 : 장미림 역

죽은 강정심의 장녀. 장덕수의 여동생.
- 재신 : 서태영 역(아역:이승호)[9]

죽은 강정심의 외손자이자 장미림의 아들이며, 서도영의 의붓 형이다. 황금수산 사장이지만 옛날이나 지금이나 외할머니한테 구박 받고 무능력한 자신을 모르고 황금수산 회장이 될 거라고 다짐하고 있다. 김천원을 좋아한다.

### 월드와일드론
- 이원발 : 박웅 역(†)

일명 광화문 백곰이라고 불리고 있으며 월드와일드론을 설립한 초대 회장이다. 현재는 윤영혜 부회장에게 모든것을 맡기고 있고 유일한 혈육인 친딸 박화란이랑 사이가 좋지 않다. 하지만 당뇨로 투병 중에 뇌출혈로 사망하였다.
- 이희진 : 박화란 역

죽은 박웅의 유일한 딸. 아버지 박웅이 운명하자 바로 한국으로 넘어와 월드와일드론을 되찾기 위해 김만원과 얽히다가 그와 사랑에 빠진다.
- 이대연 : 김재수 역 (12회 ~ 16회)

### 천억조 주변 인물
- 안내상[10][11] : 천억조 역

한주, 영혜, 진기의 고아원 동기이자 형 & 오빠. 수표의 아버짐. 돈이 세상이 전부다 라고 생각하고있다. 돈을위해서라면 그 누구도 눈에 보이지 않는다. 서진기가 아이들을 버리라고 하자 처음에는 싫다고는 하지만 결국 서진기의 말에 넘어가 아이들을 나몰라라 하고 아이들을 집을 나가게 한 장본인이다.
- 김혜은 : 양세련 역[12]

천억조의 부인. 한주를 좋아했으나 역시 돈이 전부다 라고 생각하고있다. 한주가 감옥에 가자 그를 버리고 천억조가 명품가방을 사주자 그에게 넘어가 천억조랑 살고있다.
- 류담 : 천수표 역[13](아역:김동현)

천억조의 아들. 양세련의 양아들. 아버지 천억조와 달리 성격은 성실하다. 돈 그까지게 뭐야.. 배부르게 먹기만 하면되지 라고 생각하고 살고있다.

### 그 외 인물
- 서현철 : 강동팔 역(†)

김천원(개명 전 강경미)의 친아버지. 강경미가 어릴 적에 술에취한 상태에서 자신의 딸을 폭행하였다가 자신의 딸에 신고로 구치소에 수감되었다. 10여년 뒤에 지병으로 인하여 출소했고, 그 후 병세가 악화되어 사망하였다.
- 김대령 : 조강두 역[14](† 1회 ~ 29회)

이 드라마의 서브 빌런.
서진기의 수하. 서진기에게 금괴밀수, 한주 살해 등을 사주받고 저지른 적이 있었다. 서진기의 명령으로 한국으로 귀국해 있는 도중 중국으로 도피하라고 사주받다가 도피가 힘들자 자포자기한 심정으로 있다가 강화도 별장에서 서진기가 그를 자살한 것처럼 위장시킬려고, 그가 준 독극물을 마시고 혼수상태에 빠지다가 사망했다.
- 박충선 : 반장 역
- 지영우 : 호텔리어 역
- 이정길
- 김광인
- 엄효섭
- 최대성
- 정강희
- 이승원 : 담임선생님 역
- 박우천 : Mr.정 역
- 강현정 : 여조사관 역
- 김기준 : 오광혁 역(†)

황금수산 사장, 서진기의 심복. 서진기가 조강두를 살해한 증거를 가지고 있었는데, 김만원은 그를 잡아 조강두가 독극물을 마신 잔을 찾는데 그가 도망치다가, 서진기가 황금수산에서 해임된 이후 지하실에서 그한테 피살당해 사망하였다.
- 강지원 : 오은지 역

죽은 오광혁의 친딸.
- 심호성 : 양식장 직원 역
- 유아라 : 김영원 비서 역
- 미상 : 요시다 역
- 김형석 : 경찰2 역
- 이두경 : 송인석 역 (20회)

20회에서 등장하는 조직폭력배 두목. 결국 김만원과 싸우다가 기절한 후에 체포된다.
- 함진성 : 조강두 부하 역 (2회 ~ 20회)
- 김주황 : 형사 역
- 강덕중 : 웨이터 역
- 윤해윤
- 안승환 : 어린 김백원 친구 역
- 이승연
- 조찬희
- 김찬이
- 김인득
- 고진명
- 신범식

6회에서 등장.
- 최윤준
- 정기선
- 정희나
- 안영미
- 김선은
- 천예원
- 원현준 : 김만원 부하 역
- 전헌태
- 김태훈
- 이슬아
- 장문석
- 박지연
- 고유경
- 신윤재
- 유옥주
- 민정현
- 김추월
- 민대식
- 신재도
- 조선옥
- 민우기
- 이새벽
- 최현준
- 정지오
- 박기륭 : 집사 역
- 안순동
- 정유림
- 맹봉학
- 김선녀
- 조우진
- 손영순
- 차상미
- 박건락
- 신치영
- 김나연
- 주인아
- 임호
- 김은경
- 신동은
- 정명준
- 윤효식

## 시청률
최저 시청률과 최고 시청률은 시청률 조사회사와 지역별로 시청률에 차이가 있을 수 있습니다.
| 2013년      | 2013년      | 2013년         | 2013년       | 2013년         | 2013년       |
| 회차        | 방송일      | TNmS 시청률    | TNmS 시청률  | AGB 시청률     | AGB 시청률   |
| 회차        | 방송일      | 대한민국(전국) | 서울(수도권) | 대한민국(전국) | 서울(수도권) |
| ----------- | ----------- | -------------- | ------------ | -------------- | ------------ |
| 제1회       | 11월 2일    | 10.7%          | 12.5%        | 10.9%          | 11.3%        |
| 제2회       | 11월 3일    | 11.2%          | 13.6%        | 13.2%          | 15.1%        |
| 제3회       | 11월 9일    | 12.2%          | 13.7%        | 12.7%          | 14.3%        |
| 제4회       | 11월 10일   | 11.8%          | 12.9%        | 12.2%          | 13.2%        |
| 제5회       | 11월 16일   | 12.9%          | 15.5%        | 13.2%          | 14.6%        |
| 제6회       | 11월 17일   | 11.6%          | 12.9%        | 12.3%          | 13.7%        |
| 제7회       | 11월 23일   | 12.1%          | 13.2%        | 12.4%          | 13.3%        |
| 제8회       | 11월 24일   | 12.1%          | 14.2%        | 12.2%          | 13.4%        |
| 제9회       | 11월 30일   | 13.8%          | 16.6%        | 12.6%          | 13.2%        |
| 제10회      | 12월 1일    | 12.7%          | 14.0%        | 12.1%          | 12.6%        |
| 제11회      | 12월 7일    | 13.7%          | 15.4%        | 13.7%          | 15.1%        |
| 제12회      | 12월 8일    | 13.8%          | 15.9%        | 14.9%          | 16.5%        |
| 제13회      | 12월 14일   | 15.3%          | 18.0%        | 15.4%          | 17.4%        |
| 제14회      | 12월 15일   | 14.4%          | 16.3%        | 14.7%          | 16.6%        |
| 제15회      | 12월 21일   | 12.3%          | 13.5%        | 13.4%          | 14.4%        |
| 제16회      | 12월 22일   | 12.0%          | 13.7%        | 14.3%          | 15.4%        |
| 제17회      | 12월 28일   | 13.3%          | 15.0%        | 13.5%          | 15.2%        |
| 2014년      |             |                |              |                |              |
| 제18회      | 1월 4일     | 13.2%          | 15.4%        | 12.8%          | 13.9%        |
| 제19회      | 1월 5일     | 12.1%          | 13.9%        | 12.8%          | 13.8%        |
| 제20회      | 1월 11일    | 14.4%          | 16.0%        | 13.9%          | 15.5%        |
| 제21회      | 1월 12일    | 13.6%          | 16.3%        | 13.0%          | 14.0%        |
| 제22회      | 1월 18일    | 14.0%          | 16.9%        | 14.2%          | 15.9%        |
| 제23회      | 1월 19일    | 14.4%          | 15.9%        | 13.7%          | 15.0%        |
| 제24회      | 1월 25일    | 15.6%          | 17.5%        | 14.7%          | 15.9%        |
| 제25회      | 1월 26일    | 14.3%          | 15.7%        | 13.8%          | 14.7%        |
| 제26회      | 2월 1일     | 14.1%          | 15.6%        | 13.6%          | 13.8%        |
| 제27회      | 2월 2일     | 14.8%          | 16.9%        | 15.0%          | 16.6%        |
| 제28회      | 2월 9일     | 15.5%          | 18.4%        | 15.9%          | 17.2%        |
| 제29회      | 2월 15일    | 15.3%          | 17.2%        | 15.7%          | 17.3%        |
| 제30회      | 2월 16일    | 15.9%          | 17.4%        | 16.1%          | 18.0%        |
| 제31회      | 2월 23일    | 15.3%          | 17.5%        | 15.3%          | 16.1%        |
| 제32회      | 3월 1일     | 16.7%          | 18.6%        | 14.9%          | 15.5%        |
| 제33회      | 3월 2일     | 15.8%          | 17.0%        | 15.3%          | 15.5%        |
| 제34회      | 3월 8일     | 15.7%          | 18.7%        | 14.8%          | 15.9%        |
| 제35회      | 3월 9일     | 16.1%          | 18.1%        | 15.3%          | 16.1%        |
| 제36회      | 3월 15일    | 15.0%          | 17.2%        | 15.3%          | 16.1%        |
| 제37회      | 3월 16일    | 15.0%          | 17.2%        | 14.5%          | 15.5%        |
| 제38회      | 3월 22일    | 16.0%          | 17.2%        | 15.2%          | 16.2%        |
| 제39회      | 3월 23일    | 14.7%          | 16.9%        | 14.5%          | 15.4%        |
| 제40회      | 3월 29일    | 15.4%          | 17.5%        | 15.8%          | 16.3%        |
| 제41회      | 3월 30일    | 16.3%          | 19.2%        | 15.2%          | 16.1%        |
| 평균 시청률 | 평균 시청률 | 14.0%          | 16.0%        | 14.0%          | 15.2%        |

## 결방 및 연장
- 2013년 12월 29일 : MBC 방송연예대상으로 인해 결방
- 2014년 2월 8일, 2월 22일 : 2014 소치 동계올림픽 중계 방송으로 결방
- 2014년 3월 18일 : 황금 무지개 방영 분량이 40부작에서 1회 연장되어 41부작으로 변경.확정되었다.

## 수상
- 2013년 MBC 연기대상 특별기획 부문 여자 우수연기상 유이
- 2013년 MBC 연기대상 남자 황금연기상 김상중